# 6-Stunden-Rennen von São Paulo 2025

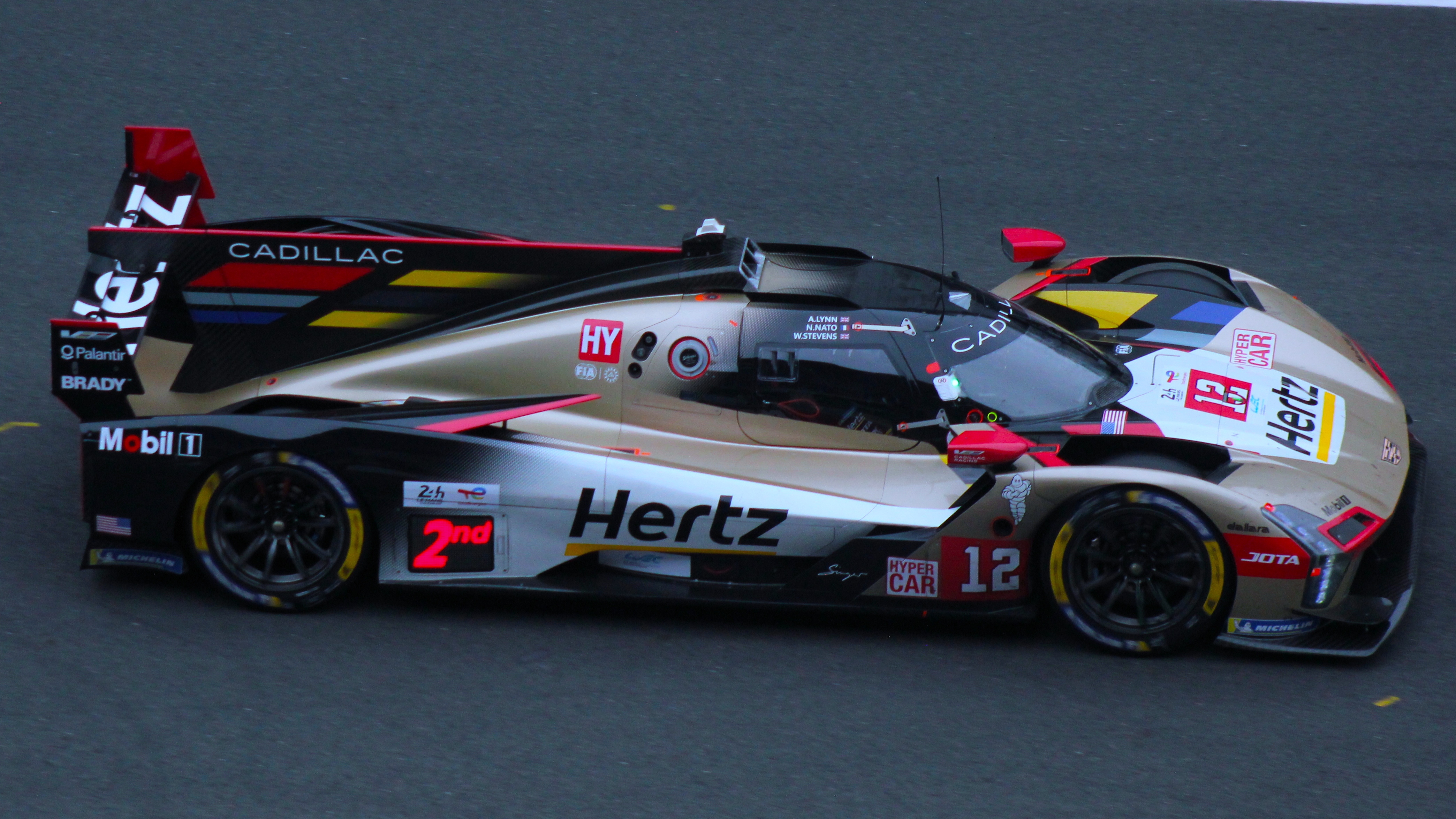
Cadillac V-Series.R mit der Startnummer 12; Siegerwagen von Alex Lynn, Norman Nato und Will Stevens

Das 6-Stunden-Rennen von São Paulo 2025, auch 2025 Rolex 6 Hours of São Paulo, fand am 13. Juli auf dem Autódromo José Carlos Pace statt und war der fünfte Wertungslauf der FIA-Langstrecken-Weltmeisterschaft dieses Jahres.

## Das Rennen
Nach dem 24-Stunden-Rennen von Le Mans wurde die Balance of Performance (BOP) erneut angepasst, was die Kritik daran nicht verstummen, sondern noch mehr anwachsen ließ. Der Ferrari 499P und der Toyota GR010 Hybrid fuhren so schwer, dass sie im Rennen völlig chancenlos waren. Nachdem Toyota das Rennen im Jahr davor noch gewonnen hatte, kamen die beiden Fahrzeuge 2025 mit drei Runden Rückstand auf die Sieger ins Ziel.
Unabhängig von Unstimmigkeiten über die BOP fuhren die beiden Cadillac V-Series.R ein fast makelloses Rennen und sorgten für den ersten Cadillac-Gesamtsieg in der FIA-Langstrecken-Weltmeisterschaft. Auch eine Durchfahrtsstrafe, die Will Stevens im Wagen mit der Nummer 12 wegen eines falschen Reifendrucks erhielt, hinderte ihn und die Partner Alex Lynn und Norman Nato nicht am deutlichen Gesamtsieg. Das schnellste Auto im Feld hatte im Ziel einen Vorsprung von 57 Sekunden auf die Teamkollegen Earl Bamber/Sébastien Bourdais/Jenson Button. Michael Christensen kam im drittplatzierten Porsche 963 in den letzten Runden noch an den von Bourdais gefahrenen Cadillac heran, ein Überholversuch gelang ihm nicht mehr.

## Ergebnisse

### Schlussklassement
| 1           | LMH   | 12  | Cadillac Hertz Team Jota  | Alex Lynn Norman Nato Will Stevens                       | Cadillac V-Series.R              | 242 |
| 2           | LMH   | 38  | Cadillac Hertz Team Jota  | Earl Bamber Sébastien Bourdais Jenson Button             | Cadillac V-Series.R              | 242 |
| 3           | LMH   | 5   | Porsche Penske Motorsport | Julien Andlauer Michael Christensen                      | Porsche 963                      | 242 |
| 4           | LMH   | 6   | Porsche Penske Motorsport | Kévin Estre Laurens Vanthoor                             | Porsche 963                      | 242 |
| 5           | LMH   | 20  | BMW M Team WRT            | Sheldon van der Linde René Rast Marco Wittmann           | BMW M Hybrid V8                  | 241 |
| 6           | LMH   | 94  | Peugeot TotalEnergies     | Loïc Duval Malthe Jakobsen                               | Peugeot 9X8 2024                 | 240 |
| 7           | LMH   | 93  | Peugeot TotalEnergies     | Mikkel Jensen Paul di Resta                              | Peugeot 9X8 2024                 | 240 |
| 8           | LMH   | 83  | AF Corse                  | Philip Hanson Robert Kubica Ye Yifei                     | Ferrari 499P                     | 240 |
| 9           | LMH   | 36  | Alpine Endurance Team     | Jules Gounon Frédéric Makowiecki Mick Schumacher         | Alpine A424                      | 240 |
| 10          | LMH   | 99  | Proton Competition        | Neel Jani Nico Pino Nicolás Varrone                      | Porsche 963                      | 240 |
| 11          | LMH   | 51  | Ferrari AF Corse          | James Calado Antonio Giovinazzi Alessandro Pier Guidi    | Ferrari 499P                     | 239 |
| 12          | LMH   | 50  | Ferrari AF Corse          | Antonio Fuoco Miguel Molina Nicklas Nielsen              | Ferrari 499P                     | 239 |
| 13          | LMH   | 009 | Aston Martin THOR Team    | Alex Riberas Marco Sørensen                              | Aston Martin Valkyrie AMR-LMH    | 239 |
| 14          | LMH   | 7   | Toyota Gazoo Racing       | Mike Conway Kamui Kobayashi Nyck de Vries                | Toyota GR010 Hybrid              | 239 |
| 15          | LMH   | 8   | Toyota Gazoo Racing       | Brendon Hartley Ryō Hirakawa                             | Toyota GR010 Hybrid              | 239 |
| 16          | LMH   | 007 | Aston Martin THOR Team    | Tom Gamble Harry Tincknell                               | Aston Martin Valkyrie AMR-LMH    | 238 |
| 17          | LMH   | 15  | BMW M Team WRT            | Kevin Magnussen Raffaele Marciello Dries Vanthoor        | BMW M Hybrid V8                  | 222 |
| 18          | LMGT3 | 87  | Akkodis ASP Team          | José María López Clemens Schmid Răzvan Umbrărescu        | Lexus RC F GT3                   | 216 |
| 19          | LMGT3 | 81  | TF Sport                  | Rui Andrade Charlie Eastwood Tom van Rompuy              | Chevrolet Corvette Z06 GT3.R     | 216 |
| 20          | LMGT3 | 10  | Racing Spirit of Léman    | Eduardo Barrichello Anthony McIntosh Valentin Hasse-Clot | Aston Martin Vantage AMR GT3 Evo | 216 |
| 21          | LMGT3 | 85  | Iron Dames                | Rahel Frey Michelle Gatting Célia Martin                 | Porsche 911 GT3 R LMGT3          | 216 |
| 22          | LMGT3 | 78  | Akkodis ASP Team          | Yūichi Nakayama Finn Gehrsitz Arnold Robin               | Lexus RC F GT3                   | 216 |
| 23          | LMGT3 | 92  | Manthey 1st Phorm         | Ryan Hardwick Richard Lietz Riccardo Pera                | Porsche 911 GT3 R LMGT3          | 215 |
| 24          | LMGT3 | 33  | TF Sport                  | Jonny Edgar Daniel Juncadella Ben Keating                | Chevrolet Corvette Z06 GT3.R     | 215 |
| 25          | LMGT3 | 59  | United Autosports         | Sébastien Baud James Cottingham Grégoire Saucy           | McLaren 720S GT3 Evo             | 215 |
| 26          | LMGT3 | 95  | United Autosports         | Sean Gelael Darren Leung Marino Satō                     | McLaren 720S GT3 Evo             | 215 |
| 27          | LMGT3 | 46  | Team WRT                  | Ahmad Al Harthy Valentino Rossi Kelvin van der Linde     | BMW M4 GT3                       | 215 |
| 28          | LMGT3 | 54  | Vista AF Corse            | Francesco Castellacci Thomas Flohr Davide Rigon          | Ferrari 296 GT3                  | 215 |
| 29          | LMGT3 | 31  | The Bend Team WRT         | ---- Timur Boguslavskiy Augusto Farfus Yasser Shahin     | BMW M4 GT3                       | 215 |
| 30          | LMGT3 | 21  | Vista AF Corse            | François Hériau Simon Mann Alessio Rovera                | Ferrari 296 GT3                  | 215 |
| 31          | LMGT3 | 27  | Heart of Racing Team      | Mattia Drudi Ian James Zacharie Robichon                 | Aston Martin Vantage AMR GT3 Evo | 214 |
| 32          | LMGT3 | 60  | Iron Lynx                 | Andrew Gilbert Lorcan Hanafin Fran Rueda                 | Mercedes-AMG GT3 Evo             | 214 |
| 33          | LMH   | 35  | Alpine Endurance Team     | Paul-Loup Chatin Ferdinand Habsburg Charles Milesi       | Alpine A424                      | 200 |
| Ausgefallen |       |     |                           |                                                          |                                  |     |
| 34          | LMGT3 | 61  | Iron Lynx                 | Lin Hodenius Maxime Martin Martin Berry                  | Mercedes-AMG GT3 Evo             | 184 |
| 35          | LMGT3 | 77  | Proton Competition        | Ben Barker Bernardo Sousa Ben Tuck                       | Ford Mustang GT3                 | 169 |
| 36          | LMGT3 | 88  | Proton Competition        | Stefano Gattuso Giammarco Levorato Dennis Olsen          | Ford Mustang GT3                 | 86  |

### Nur in der Meldeliste
Zu diesem Rennen sind keine weiteren Meldungen bekannt.

### Klassensieger
| Klasse | Fahrer           | Fahrer         | Fahrer            | Fahrzeug            | Platzierung im Gesamtklassement |
| ------ | ---------------- | -------------- | ----------------- | ------------------- | ------------------------------- |
| LMH    | Alex Lynn        | Norman Nato    | Will Stevens      | Cadillac V-Series.R | Gesamtsieg                      |
| LMGT3  | José María López | Clemens Schmid | Răzvan Umbrărescu | Lexus RC F GT3      | Rang 18                         |

### Renndaten
- Gemeldet: 36
- Gestartet: 36
- Gewertet: 33
- Rennklassen: 2
- Zuschauer: unbekannt
- Wetter am Rennwochenende: warm und trocken
- Streckenlänge: 4,309 km
- Fahrzeit des Siegerteams: 6:00:19,732 Stunden
- Runden des Siegerteams: 242
- Distanz des Siegerteams: 1042,778 km
- Siegerschnitt: unbekannt
- Pole Position: Alex Lynn – Cadillac V-Series.R (#12) – 1:22,570 = 187,900 km/h
- Schnellste Rennrunde: Will Stevens – Cadillac V-Series.R (#12) – 1:24,498 = 183,600 km/h
- Rennserie: 5. Lauf zur FIA-Langstrecken-Weltmeisterschaft 2025